# روبرت ك. فيلد
روبرت ك. فيلد (بالإنجليزية: Robert C. Field)‏ هو شخصية أعمال وسياسي أمريكي، ولد في 6 مايو 1804، وتوفي في 16 يونيو 1876. انتخب عضو جمعية ولاية نيويورك وانتخب عضو جمعية ولاية ويسكونسن وانتخب عضو مجلس ولاية ويسكونسن.